# 김충섭 (과학자)
김충섭(金忠燮, 1942년 8월 5일~)은 대한민국의 과학자이다.  1970~80년대 "과학입국 경제발전" 운동 초창기에 KIST 해외과학자로 영입되어, 대한민국 제약분야 연구와 산업발전에 공헌한 학자, 경영자, 교수이다. 본관은 익화(益和, 김녕 김씨 익화군파)이다.

## 생애
김충섭 박사는 전남 고흥읍 호동리 비아마을에서 1942년 8월 5일, 옥강(玉江) 김규환과 성두당(城豆堂) 신오심의 3남으로 태어났다. 서울약대와 동 대학원을 마치고 도미하여 유기화학분야 박사학위를 받고 박사후 연구 활동 중 해외과학자 영입으로 귀국하였다. KIST에서 왕성한 연구활동으로 의약품원료 제조기술을 세계적 수준으로 발전시켰고, 특히 수입에 의존하던 회충과 디스토마 구충제 원료등 다수의 의약품원료 국산화로 국민건강에 크게 기여한 공로자이다. 우수한 연구업적으로 유한양행과 제일제당(현CJ)연구소장, 한국화학연구원장을 역임하면서 신약개발의 기초를 확립하여 대한민국 제약업계 연구수준을 업그래이드 한데도 크게 기여하였다.국민들 정신문화교육에도 관심이 많아서 1976년에 김강유 동생의 정한사(1979년에 김영사로 개명) 출판사 설립을 도왔다.

## 학력
1954 고흥서초등학교 졸업
1957 고흥중학교 졸업
1960 광주제일고등학교 졸업
1965 서울대학교 약학 학사
1967 서울대학교 대학원 약화학 석사
1971 University of Delaware 유기화학 박사

## 경력
1971~1972 University of Delaware 화학과 박사후 연구원
~1974 Duke University 화학과 박사후 연구원
~1980 한국과학기술연구소 연구실장
1980~1981 독일 훔볼트장학재단 초빙연구원
~1984 한국과학기술연구소 책임연구원 및 화학과교수 겸임
~1989 유한양행 중앙연구소장(상무이사)
~1993 제일제당 종합연구소장(전무이사)
1999 ~ 2005 한국화학연구원 원장
2002 ~ 2008 KT&G 사외이사
2005 ~ 2008  고려대 객원교수 및 한올제약 고문
2014 ~      (주) 김영사 상임감사

## 상훈
1980.4.21 국민포장
1983.7.19  정진기언론문화재단 제1회 과학기술상
1983.11.22 국민훈장 동백장
1988.7.16 정진기언론문화재단 제6회 과학기술상
1992.10.23 대한약학회 제1회 약학기술상
2002.10.9 세종문화상(과학기술부문)
2005.4.21 제38회 과학의 날 과학기술훈장 혁신장